# 44.ª Divisão (Japão)
A 44ª Divisão foi uma divisão de infantaria do Império do Japão que serviu durante a Segunda Guerra Mundial. A divisão foi formada no dia 4 de abril de 1944 em Osaka, sendo desmobilizada no mês de setembro de 1945 com o fim da guerra.

## Comandantes
| Comandante                   | Data                                         |
| ---------------------------- | -------------------------------------------- |
| Lt. General Genroku Seki     | 6 de abril de 1944 - 13 de abril de 1944     |
| ???                          | 13 de abril de 1944 - 8 de julho de 1944     |
| Lt. General Mitsu Kawanami   | 8 de julho de 1944 - 19 de março de 1945     |
| Lt. General Haruji Taniguchi | 19 de março de 1945 - 30 de setembro de 1945 |

## Subordinação
- Distrito Central de Exército - abril de 1944
- 51º Exército - abril de 1945